# Araneus juniperi
Araneus juniperi es una especie de araña del género Araneus, tribu Araneini, familia Araneidae. Fue descrita científicamente por Emerton en 1884.
Se distribuye por Canadá y los Estados Unidos. La especie se mantiene activa entre enero y octubre.